# 人民力量 (斯里兰卡)

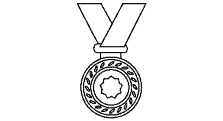
人民力量选举标志

人民力量（羅馬化：Sarvajana Balaya）是斯里兰卡的一个政党联盟，成立于2024年，前身是最高兰卡联盟。该联盟由媒体巨头、企业家兼律师迪利斯·贾亚维拉领导。最初，该联盟由贾亚维拉自己的政党——祖国人民党和其他几个左翼民族主义政党组成。

## 成员
- 祖国人民党（英语：Mawbima Janatha Pakshaya）
- 斯里兰卡共产党
- 独立议员论坛
- 为了责任全国组织
- 纯净僧伽罗遗产党

## 前成员
- 民主左翼阵线
- 全国自由阵线（英语：Jathika Nidahas Peramuna）